# خرگوش گرانادا
خرگوش گرانادا (نام علمی: Lepus granatensis) نام یک گونه از سرده خرگوش صحرایی است. این گونه بیشتردر شبه‌جزیره ایبری ( شامل اسپانیا ) و جزیره مایورکا گزارش شده است.